# Теплово (Ивановский район)
 Теплово — деревня в Ивановском районе Ивановской области. Входит в состав Богданихского сельского поселения.

## География
Находится в центральной части Ивановской области на расстоянии приблизительно 18 км на юго-восток по прямой от вокзала станции Иваново.

## История
Появилась на карте еще 1808 года. В 1859 году здесь (тогда деревня Шуйского уезда Владимирской губернии) было учтено 13 дворов, в 1902 — 22.

## Население
Постоянное население составляло 76 человек (1859 год), 124 (1902), 17 в 2002 году (русские 94 %), 10 в 2010.